# Singles (colonna sonora)
Singles è la colonna sonora dell'omonimo film del 1992.
Cameron Crowe decide all'inizio degli anni novanta di fare un film ambientato a Seattle, protagonisti vari ragazzi con storie d'amore più o meno travagliate.
All'interno del film, che si dipana anche nei locali notturni di Seattle, dove si esibiscono i gruppi locali, fanno capolino artisti, scritte, citazioni orbitanti intorno al nuovo fenomeno del momento: il grunge.
Si possono così vedere suonare dal vivo gruppi come Alice in Chains e Soundgarden, si notano i componenti del gruppo (i Citizen Dick) che sono Eddie Vedder, Stone Gossard e Jeff Ament. Il vicino capellone del protagonista Matt Dillon è interpretato da Chris Cornell.
Una scritta sul muro esterno di un locale che inneggia al gruppo storico Mother Love Bone.
Il film diventa subito un cult per la generazione flanella-doc martens.
La colonna sonora vede brani live degli Alice In Chains (Would?, che sarebbe poi figurato nell'album Dirt), brani solisti di Cornell (Seasons, ed un accenno a quella che sarebbe diventata poi Spoonman), brani inediti dei Pearl Jam (State of Love and Trust immancabile nei concerti e Breath), un paio di brani di Paul Westerberg (ex Replacements), una cover live dei Led Zeppelin delle Lovemongers (ovvero le Heart), un inedito dei Mudhoney, e brani di Jimi Hendrix, Mother Love Bone, Screaming Trees e The Smashing Pumpkins.

## Artisti e gruppi che hanno partecipato
- Alice in Chains, Pearl Jam, Chris Cornell, Paul Westeberg, The Lovemongers, Mother Love Bone, Soundgarden, Mudhoney, Jimi Hendrix, Screaming Trees, The Smashing Pumpkins.

## Tracce
1. Alice in Chains – Would?
2. Pearl Jam – Breath
3. Chris Cornell – Seasons
4. Paul Westenberg – Dyslexic Heart
5. The Lovemongers – The Battle of Evermore – cover live dei Led Zeppelin
6. Mother Love Bone – Chloe Dancer/Crown of Thorns
7. Soundgarden – Birth Ritual
8. Pearl Jam – State of Love and Trust
9. Mudhoney – Overblown
10. Paul Westerberg – Waiting for Somebody
11. Jimi Hendrix – May This Be Love
12. Screaming Trees – Nearly Lost You
13. The Smashing Pumpkins – Drown